# Dysidea arenaria
Dysidea arenaria ist ein Schwamm aus der Ordnung der Hornschwämme (Dictyoceratida).

## Lebensraum
Das erste Exemplar wurde in der Nähe der Palauinseln klassifiziert. Nach heutigen Erkenntnissen ist ihr Lebensraum das Südchinesische Meer und der Westpazifik.

## Sekundärmetabolite
In den letzten Jahren wurde Dysidea arenaria mehrfach analysiert, um potenziell nützliche Sekundärmetabolite zu finden.

### Gewinnung und Verwendung

Die Moleküle Cryptophycin-1 und Cryptophycin-24 (Arenastatin A)

Unzählige Sesquiterpene und Hydrochinone wurden aus maritimen Schwämmen isoliert. Interessant ist die potenzielle Bioaktivität wie die Cytotoxizität, die antibakterielle und insektizide Wirkung, sowie der Phospholipase A2-Inhibitor (PLA2 Inhibitor) und die Anti-HIV-Wirkung.

### 9α,11α-Epoxycholest-7-ene-3β,5α,6α,19-tetrol-6-acetat (ECTA)
Ist das erste natürliche, maritime Produkt, das die Fluconazolresistenz, welche durch eine Candida albicans MDR-Effluxpumpe vermittelt wird, aufhebt.
Sie wurde aus dem lipophilen Extrakt einer australischen Sammlung von Dysidea arenaria cf. Bergquist isoliert.
Die Verbindung wurde bereits 1983 von Gunasekera und Schmitz aus einer Probe eines Dysidea sp. aus Guam isoliert.

### 19-Hydroxypolyfibrospongol
Nach der Extraktion und einer anschließenden Fraktionierung konnte ein bis dahin unbekanntes Sesquiterpenhydrochinon, welches sekundär metabolisch aktiv ist, isoliert werden. Neben dem 19-Hydroxypolyfibrospongol konnten noch weitere fünf bekannte Komponenten abgeschieden werden.
Das neu entdeckte 19-Hydroxypolyfibrospongol B konnte als weißer, amorpher Feststoff isoliert werden. Die Bestimmung der molekularen Zusammensetzung mittels Massenspektrometrie ergab ein C24H34O6 Molekül. Mittels Infrarot- und Ultraviolettspektroskopie kann die Phenolgruppe nachgewiesen werden. Die weiteren Komponenten von 19-Hydroxypolyfibrospongol B wurden ebenfalls spektroskopisch eruiert. Die Anti-HIV-Wirkung wurde durch Inhibition von HIV-1 Reverse Transkriptasen (RT) überprüft. Die Substanzen Isosemnonorthochinon, Ilimachinon, Smenospongin und Smenotronsäure zeigten dabei sehr schwache inhibitorische Effekte. Bei den Komponenten 19-Hydroxypolyfibrospongol B und Polyfibrospongol B konnte keine Aktivität festgestellt werden. Diese unterschiedlichen Reaktionen auf das HIV-1 RT können durch die An- und Abwesenheit des freien chinoiden Ringes erklärt werden.

### 9-Hydroxylfurodysinin-O-lacton
Eine gefriergetrocknete Probe von Dysidea arenaria wurde mit verdünntem Ethanol extrahiert. In der leichten Petroleumfraktion konnte Furodysinin-O-ethyllacton und in der Dichlormethanfraktion polyhydroxyliertes Sterol, das Sesquiterpen Furodysininlacton und die bis anhin unbekannte Komponente, das 9-Hydroxylfurodysinin-O-lacton, isoliert werden. Das 9-Hydroxylfurodysinin-O-lacton wird mit einer Molekülzusammensetzung von C17H24O4 beschrieben.

### Cryptophycin
Die Bioaktivität von Cryptophycin wurde ursprünglich als Antimykotikum verwendet. Das Molekül wurde jedoch nicht weiterverfolgt, weil es für den Menschen als zu toxisch betrachtet wurde. Anhand neueren Forschungsergebnissen wurde herausgefunden, dass Cryptophycin-1 ein Inhibitor für die Tubulinbindung ist. Es wird angenommen, dass die Bindung an der Peptidbindungsseite geschieht, ähnlich wie es von Dolastatin 10 und Hemiasterlinderivat HTI-286 angenommen wird. Cryptophycin-24 (Arenastatin A) von D. arenari wird als potentes Cytotoxin angeschaut. Die inhibitorische Konzentration beträgt 5 pg/mL (IC50).